# دهستان منگور شرقی
دهستان منگور شرقی نام دهستانی در بخش خلیفان شهرستان مهاباد، استان آذربایجان غربی در ایران است. براساس سرشماری مرکز آمار ایران در سال ۱۳۸۵، جمعیت آن ۷۵۴۵ نفر (۱۱۸۶ خانوار) بوده‌است.